# WWE Velocity
WWE Velocity(também conhecido com Velocity), foi um programa de televisão de wrestling profissional para a WWE que substituiu dois shows WWE pagos, Jakked e Metal. Anteriormente um show na noite de sábado Spike TV e na Sky Sports 2 no Reino Unido, nas manhãs de domingo, Velocity tornou-se um webcast em 2005. O último episódio seria carregado em WWE.com aos sábados e estar disponível para a próxima semana. Episódios antigos webcast também foram arquivados. É o show de contrapartida para WWE SmackDown e WWE Raw e é gravado antes da gravação de televisão SmackDown! (no entanto SmackDown! É a primeira transmissão).

## Formato
O show foi basicamente usado para resumir acontecimentos importantes sobre o último episódio de SmackDown!, Que já havia exibido quinta-feira e as noites mais tarde na sexta-feira UPN. O programa também contou com partidas a maioria envolvendo lutadores que não são destaques em jogos importantes ou histórias sobre SmackDown!. Embora as mudanças mais título ocorreu em SmackDown! e RAW, Velocity teve uma mudança de título quando Nunzio derrotado Paul London para ganhar o WWE Cruiserweight Championship.

## De televisão a webcast
Quando WWE Raw, Spike TV mudou de volta para o E.U.A. Network, A Rede E.U.A. optou por não transmitir esta ou programa de TV WWE outras semanais Spike, WWE HEAT. WWE streaming Velocity partir de seu site para os seus E.U.A. e canadenses audiências. Contudo, Velocity continuou a ser transmitido em emissoras de televisão no exterior para cumprir os compromissos de programação internacional.

## Cancelamento
Com a re-introdução de ECW e a decisão de fita ECW no Sci Fi no SmackDown!.Velocity foi cancelada, com o último episódio está sendo carregado para WWE.com em 10 de junho de 2006. ECW no Sci Fi em seguida, tomou o lugar do Velocity no Europeu, subcontinente indiano australiano, e os mercados de televisão da América Latina.

## TV / Web Horários
- Estados Unidos
  - TNN - Tardes de sábado (2002-2003)
  - Spike TV -Noites - sábado 11-12 (2003-2005)
  - WWE.com - Tardes de sábado (2005-2006)

- Reino Unido
  - Sky Sports - 11 noites de domingo (2002 - 2004)
  - Sky Sports - Manhãs de domingo, 9 (2005 - 2006)